# Architecture of Integrated Information Systems

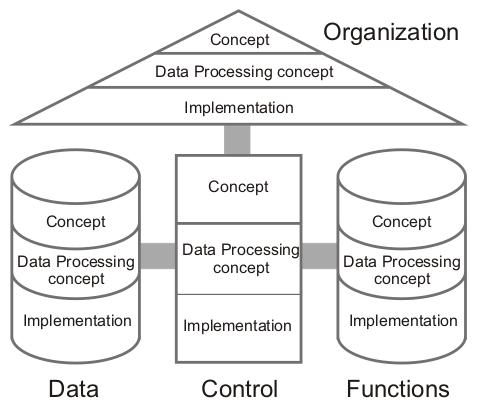
Modelo del Framework ARIS.

ARIS, Architecture of Integrated Information Systems, en idioma español Arquitectura de Sistema de Información Integrada, es una aproximación al modelamiento empresarial (Enterprise Modelling).
Ofrece métodos para el análisis de procesos y tomando un punto de vista holístico del proceso de diseño, gestión, flujo de trabajo, y el procesamiento de las aplicaciones.

## Origen y Técnica ARIS
El enfoque ARIS no sólo proporciona un marco metodológico genérico, sino también una herramienta de modelado de proceso de negocio.
ARIS comenzó como la investigación académica del profesor August-Wilhelm Scheer en la década de 1990.
ARIS usa un lenguaje de modelado, conocido como Event-driven Process Chains (EPC), el cual es un aspecto importante del modelo ARIS. La Cadena de Proceso Impulsada por Eventos es el centro de ARIS y conecta todos los otros puntos de vista, así como describe la dinámica de los procesos de negocio.
Las versiones recientes del Conjunto de Herramientas ARIS también son compatibles con la Notación para el Modelado de Procesos de Negocio (BPMN) para modelar los procesos de negocio.

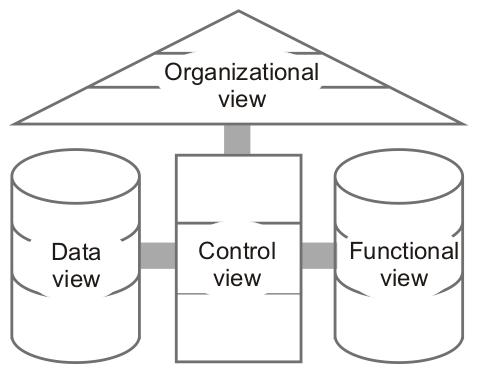
Vista de Modelo de ARIS.

ARIS varía en cuatro perspectivas principales de técnicas (ver imagen):
- Vista Organizacional (Organizational view)
- Vista de Datos (Data view)
- Vista de Control (Control view)
- Vista Funcional (Functional view)

Se diferencia del Carril de natación (Swim lane), ya que está orientado a procesos, mientras que los Carriles de nado están orientados a funciones específicas. Por otra parte, basándose en la descripción conceptual, ARIS puede modelar y estructurar el Modelado de Procesos de Negocio (Business process modeling). 
Además, ARIS House ha sido desarrollado para implementar modelos de negocio en los sistemas de información.

## Aplicaciones
Como uno de los métodos de Modelado empresarial (Enterprise Modelling), ARIS ofrece cuatro aspectos diferentes de aplicaciones: 
- El Concepto ARIS:
  - es la arquitectura para describir los procesos de negocio
  - proporciona métodos de modelado, las estructuras de metadatos que están comprendidas en los Modelos de información (Information model.
  - es la base para el conjunto de herramientas de sistema de software ARIS para el soporte de modelado.
- La ARIS House de Ingeniería de Negocios (HOBE, House of Business Engineering), representa un concepto para la Gestión de procesos de negocio (BPM) asistida por ordenador.

## Ejemplos

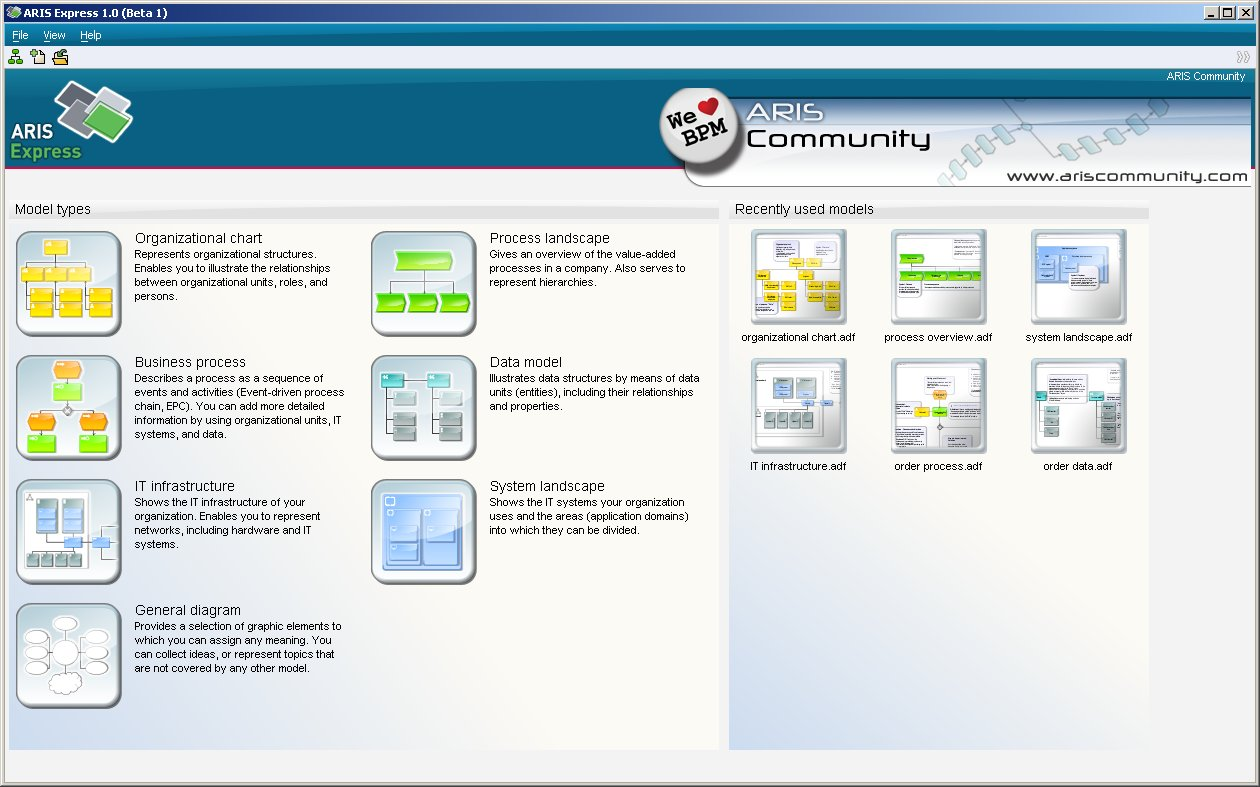
Ejemplo de ARIS Express
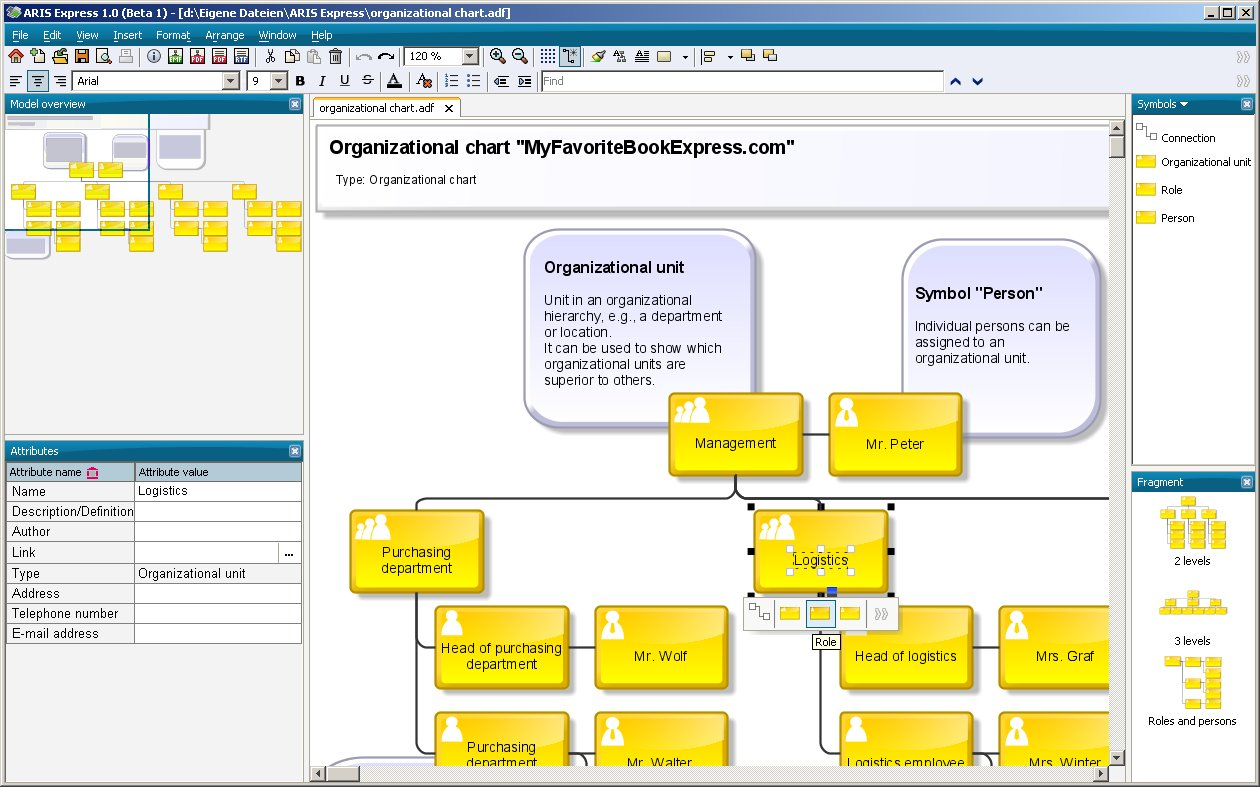
Modelamiento en ARIS Express

## Otras lecturas
- Ulrich Frank (2002) "Multi-Perspective Enterprise Modeling (MEMO) Conceptual Framework and Modeling Languages" Universität Koblenz-Landau; Rheinau 1, D-56075 Koblenz, Germany
- Thomas R. Gulledge and Rainer A. Sommer (1999) "Process Coupling in Business Process Engineering" George Mason University, USA. Knowledge and Process Management Volume 6 Number 3 pp 158–165
- Henk Jonkers, Marc Lankhorst, et al. (2004) "Concepts for Modeling Enterprise Architectures" Telematica Instituut, the Netherlands; University of Nijmegen, Nijmegen, the Netherlands; Leiden Institute for Advanced Computer Science, Leiden, the Netherlands; CWI, Ámsterdam, the Netherlands
- August-Wilhelm Scheer, Markus Nüttgens "ARIS Architecture and Reference Models for Business Process Management" Institut für Wirtschaftsinformatik, Universität des Saarlandes, Im Stadtwald Geb. 14.1, D-66123 Saarbrücken
- August-Wilhelm Scheer (1996) "ARIS-Toolset:Von Forschungs-Prototypen zum Produkt" Informatik-Spektrum 19: 71–78 (1996) © Springer-Verlag 1996